# ناتئ سريري أمامي
يمثل الناتئ السريري الأمامي النهاية الوسطى في الحد الخلفي للعظم الوتدي. هذه الحد مدور وأملس يسلم التلم الوحشي للدماغ.
الناتئان السريريان الأماميان يوفران ارتباطا بخيمة المخيخ.
يمكن أن يرتبط الناتئ السريري الأمامي مع الناتئ السريري الأوسط بواسطة شويكة عظم. وعندما تحصل هذه الحالة فإن نهاية شق الشريان السباتي الباطن ستتحول إلى ثقبة.

## المراجع

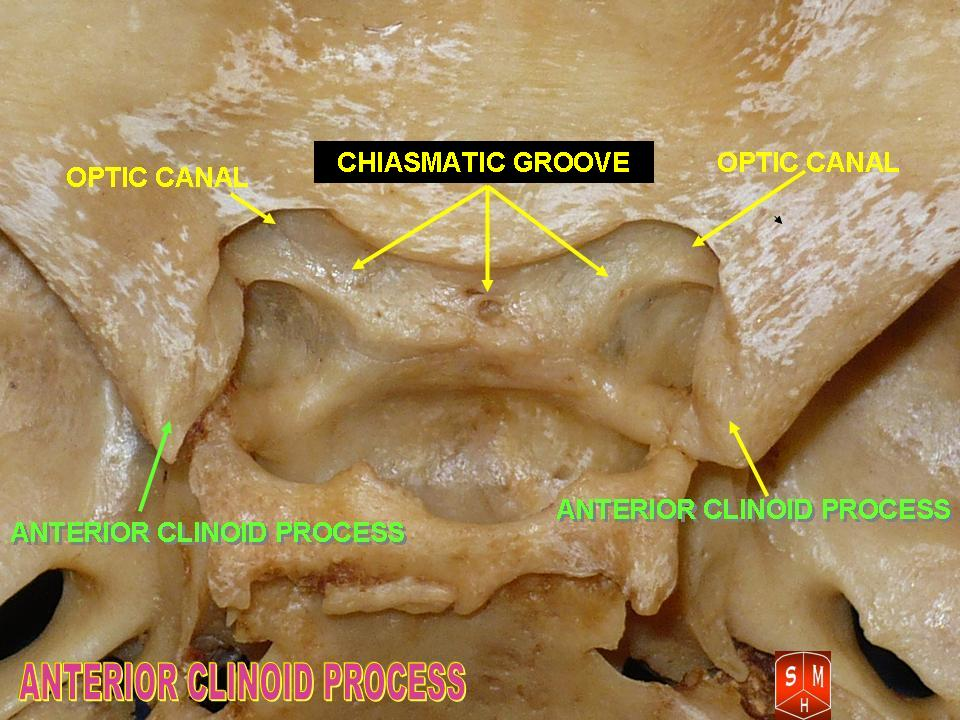
الناتئان السريريان الأماميان